# Borove, Jovkva
Borove (în ucraineană Борове) este un sat în comuna Potelîci din raionul Jovkva, regiunea Liov, Ucraina.

## Demografie
Componența lingvistică a localității Borove
     Ucraineană (100%)
Conform recensământului din 2001, toată populația localității Borove era vorbitoare de ucraineană (100%).